# Il pleut dans la maison
Pour plus de détails, voir Fiche technique et Distribution.
Il pleut dans la maison est un film dramatique belge écrit et réalisé par Paloma Sermon-Daï et sorti en 2023.
Le film, sur le passage à l'âge adulte, est une coproduction internationale entre la Belgique et la France et est le premier long métrage de Sermon-Daï en tant que réalisatrice.
Il suit deux frères et sœurs adolescents qui passent un été seuls, tout en étant aux prises avec des difficultés économiques et des défis personnels. Il met en vedette les frères et sœurs Makenzy et Purdey Lombet dans la vraie vie, dans leurs débuts d'acteur.
Le film a été présenté en première mondiale le 19 mai 2023 au 76e Festival de Cannes, où il était en compétition pour la Caméra d'Or. Il a reçu des critiques positives de la part des critiques, qui ont salué ses performances naturalistes, la profondeur émotionnelle de la relation fraternelle et la capacité de Sermon-Daï à mélanger le réalisme avec un style visuel poétique. Lors de la 14e cérémonie des Magritte, Il pleut dans la maison a reçu huit nominations, dont celles du meilleur film et du meilleur réalisateur pour Sermon-Daï.

## Intrigue
Se déroulant pendant un été étouffant et orageux au bord d'un lac fréquenté par les touristes, le film se concentre sur Purdey, 17 ans, et son frère de 15 ans, Makenzy.
Livrés à eux-mêmes après avoir été abandonnés par leur mère, les deux frère et sœur vivent dans leur maison familiale délabrée. Purdey accepte un emploi dans un hôtel local, tandis que Makenzy se met à voler les touristes pour joindre les deux bouts.
Le récit oscille entre des moments d'insouciance juvénile et les dures réalités des responsabilités d'adulte, tandis que les frère et sœur apprennent à compter les uns sur les autres pour leur survie émotionnelle et financière.

## Fiche technique
- Titre original : Il pleut dans la maison
- Réalisation : Paloma Sermon-Daï
- Scénario : Paloma Sermon-Daï
- Photographie : Frédéric Noirhomme
- Montage : Thijs Van Nuffel
- Musique :
- Production : Sébastien Andres, Alice Lemaire
- Sociétés de production :
- Pays de production : Belgique
- Langue originale : français
- Format : couleur
- Genre : drame
- Durée : 82 minutes
- Dates de sortie[2] :  
  - France : 19 mai 2023 (Festival de Cannes - Semaine de la critique)
  - Belgique : 10 avril 2024

## Distribution
- Purdey Lombet : Purdey
- Makenzy Lombet : Makenzy
- Donovan Nizet : Donovan
- Amine Hamidou : Youssef
- Louise Manteau : Leïla
- Frédéric Moraine : le maître-nageur
- Amina Lafquiri : Samira
- Antonella Meco : Isabelle
- Chloé Petit : Nathalie
- Hélène Dereppe : l'acheteuse du vélo
- Martine Frison : l'épicière
- Claude Bays : Alain
- Melvil Rolin : Charles
- Jack Rome : Antoine
- Sébastien Andres : l'agent immobilier
- Grégory Carnoli : l'agent de sécurité 1 (non crédité)
- Gianni La Rocca : l'agent de sécurité 2 (non crédité)
- Ysma Sermon-Daï : La voisine (non créditée)

## Production
Il pleut dans la maison marque les débuts au cinéma en tant que réalisatrice de long métrage de Paloma Sermon-Daï, après son court métrage Makenzy (2017) et le documentaire Petit Samedi (2020). Le scénario, écrit par Sermon-Daï, s'appuie sur des éléments autobiographiques et mélange fiction et techniques documentaires. Les rôles principaux ont été joués par les frères et sœurs réels Makenzy et Purdey Lombet, qui sont également des parents de Sermon-Daï. Tous deux étaient déjà apparus dans le court métrage Makenzy de 2017. Pour préparer les acteurs à leurs rôles, Sermon-Daï a animé des ateliers de jeu et d’écriture, permettant aux frères et sœurs de contribuer à l’élaboration des scènes et des dialogues. Malgré cette préparation, une grande partie du film repose sur l'improvisation, ce qui a donné lieu à plusieurs moments non scénarisés inclus dans le montage final.
Le film a été tourné aux lacs de l'Eau d'Heure en Wallonie, en Belgique, une région caractérisée à la fois par un taux de chômage élevé et une activité touristique importante, avec Frédéric Noirhomme comme directeur de la photographie. Le tournage s'est terminé fin août 2022 et a impliqué des sociétés de production de Belgique et de France, dont Michigan Films, Kidam et Visualantics. Le soutien financier est venu d'institutions telles que le Centre du Cinéma et de l'Audiovisuel de la Fédération Wallonie-Bruxelles, le Vlaams Audiovisueel Fonds et la RTBF.

## Sortie
Le film a été présenté en avant-première au Festival de Cannes 2023 pendant la Semaine de la Critique le 19 mai. Il était éligible au prix principal de la section ainsi qu'à la Caméra d'Or, qui récompense le meilleur premier film de réalisateur. Il a remporté le prix du jury de la Semaine de la critique. Il a également été projeté au Festival du film de Namur 2023 avant sa sortie en salle, remportant le Bayard d'or du meilleur film et de la meilleure interprétation pour Makenzy et Purdey Lombet.
Il pleut dans la maison est sorti le 3 avril 2024 en France et le 10 avril 2024 en Belgique, distribués respectivement par Condor et Cinéart.

## Réception critique
Il pleut dans la maison a reçu des critiques positives.
Le site Web d'agrégation de critiques AlloCiné a attribué au film une note moyenne pondérée de 3,5 sur 5, basée sur 13 critiques.
Sur Rotten Tomatoes, le film détient un taux d'approbation de 80 % basé sur cinq critiques, avec une note moyenne de 7,3/10.
Une critique de l'Alliance des femmes journalistes de cinéma (Alliance of Women Film Journalists) a souligné la façon dont le film « évite agressivement les excès du mélodrame familial » tout en conservant une résonance émotionnelle, notant que cette approche retenue permet au film d'avoir un cœur sans tomber dans la sentimentalité.

## Distinctions
| Cérémonie                                           | Date de la cérémonie | Catégorie                                 | Destinataire(s)      | Résultat   | Réf.  |
| --------------------------------------------------- | -------------------- | ----------------------------------------- | -------------------- | ---------- | ----- |
| Festival de Cannes                                  | 27 mai 2023          | Caméra d'or                               |                      | Nomination | [ 7 ] |
| Festival de Cannes                                  | 27 mai 2023          | Semaine de la critique                    |                      | Nomination | [ 7 ] |
| Festival de Cannes                                  | 27 mai 2023          | Prix du jury de la Semaine de la critique |                      | Lauréat    | [ 7 ] |
| Cinemania                                           | 17 novembre 2024     | Meilleur premier long métrage             |                      | Nomination | [ 9 ] |
| Cinemania                                           | 17 novembre 2024     | Meilleure réalisation                     | Paloma Sermon-Daï    | Lauréat    | [ 9 ] |
| Magritte du cinéma                                  | 22 février 2025      | Magritte du meilleur film                 |                      | Nomination | [ 1 ] |
| Magritte du cinéma                                  | 22 février 2025      | Meilleure réalisation                     | Paloma Sermon-Daï    | Nomination | [ 1 ] |
| Magritte du cinéma                                  | 22 février 2025      | Meilleure actrice dans un second rôle     | Louise Manteau       | Lauréat    | [ 1 ] |
| Magritte du cinéma                                  | 22 février 2025      | Meilleur espoir masculin                  | Makenzy Lombet       | Lauréat    | [ 1 ] |
| Magritte du cinéma                                  | 22 février 2025      | Magritte du meilleur espoir féminin       | Purdey Lombet        | Lauréat    | [ 1 ] |
| Magritte du cinéma                                  | 22 février 2025      | Magritte du meilleur premier film         |                      | Nomination | [ 1 ] |
| Magritte du cinéma                                  | 22 février 2025      | Magritte de la meilleure image            | Frédéric Noirhomme   | Nomination | [ 1 ] |
| Magritte du cinéma                                  | 22 février 2025      | Magritte des meilleurs décors             | Ladys Oliviera Silva | Nomination | [ 1 ] |
| Festival international du film francophone de Namur | 6 octobre 2023       | Meilleur film                             |                      | Lauréat    | [ 8 ] |
| Festival international du film francophone de Namur | 6 octobre 2023       | Best Performance                          | Makenzy Lombet       | Lauréat    | [ 8 ] |
| Festival international du film francophone de Namur | 6 octobre 2023       | Best Performance                          | Purdey Lombet        | Lauréat    | [ 8 ] |